# Campionato nordamericano maschile under 20 di calcio 2015
Il Campionato nordamericano di calcio Under-20 2015 (in inglese 2015 CONCACAF Under-20 Championship, in spagnolo Campeonato Sub-20 CONCACAF 2015) è stata la 25ª edizione del torneo organizzato dalla Confederation of North, Central America and Caribbean Association Football (CONCACAF).
Si è giocato in Giamaica dal 9 al 24 gennaio 2015 ed è stato vinto dal Messico. Il torneo ha anche determinato le 4 squadre della CONCACAF che hanno partecipato al Campionato mondiale di calcio Under-20 2015: Messico, Panama Guatemala e Stati Uniti.

## Squadre qualificate
| Regione                | Qualificate                                 |
| ---------------------- | ------------------------------------------- |
| Caraibi (CFU)          | Aruba Cuba Giamaica Haiti Trinidad e Tobago |
| Centro America (UNCAF) | El Salvador Guatemala Honduras Panama       |
| Nord America (NAFU)    | Canada Messico Stati Uniti                  |

## Stadi
| Kingston          | Kingston Montego Bay | Montego Bay                |
| ----------------- | -------------------- | -------------------------- |
| Independence Park | Kingston Montego Bay | Montego Bay Sports Complex |
| Capienza: 35.000  | Kingston Montego Bay | Capienza: 7.000            |
|                   | Kingston Montego Bay |                            |

## Fase a gironi
Si qualificano alla finale le squadre vincitrici dei due gironi. Le seconde e terze classificate accedono al play-off per la qualificazione al Mondiale Under-20 2015. Nel caso di arrivo a pari puinti di due o più squadre per determinare la graduatoria finale vengono presi in considerazione, nell'ordine, i seguenti criteri:
1. maggior numero di punti ottenuti negli scontri diretti;
2. miglior differenza reti negli scontri diretti (nel caso di arrivo a pari punti di più di due squadre);
3. maggior numero di gol segnati negli scontri diretti (nel caso di arrivo a pari punti di più di due squadre);
4. miglior differenza reti complessiva;
5. maggior numero di gol segnati complessivamente;
6. sorteggio.[1]

### Gruppo A
| Pos. | Squadra           | Pt | G | V | N | P | GF | GS | DR  |
| ---- | ----------------- | -- | - | - | - | - | -- | -- | --- |
| 1.   | Panama            | 15 | 5 | 5 | 0 | 0 | 9  | 0  | +9  |
| 2.   | Stati Uniti       | 10 | 5 | 3 | 1 | 1 | 12 | 2  | +10 |
| 3.   | Guatemala         | 10 | 5 | 3 | 1 | 1 | 6  | 2  | +4  |
| 4.   | Trinidad e Tobago | 4  | 5 | 1 | 1 | 3 | 7  | 7  | 0   |
| 5.   | Giamaica          | 2  | 5 | 0 | 2 | 3 | 2  | 7  | -5  |
| 6.   | Aruba             | 1  | 5 | 0 | 1 | 4 | 1  | 19 | -18 |

| Arbitro: | David Gantar |

|  |           |                                      |
|  | Marcatori | 19’, 51’ Díaz 30’ Zorrilla 35’ Samms |

| Arbitro: | Henry Bejarano |

|                    |           |          |
| Carter-Vickers 59’ | Marcatori | 90’ Ruiz |

| Arbitro: | Fernando Guerrero |

|                           |           |                       |
| Smith 68’ Flemmings 90+3’ | Marcatori | 6’ Andrews 15’ Corbin |

| Arbitro: | Armando Castro |

|                                                                    |           |              |
| Mitchell 3’, 78’ (rig.) Andrews 16’ Corbin 29’ (rig.) Muckette 58’ | Marcatori | 90+2’ Homoet |

| Arbitro: | Yadel Martínez |

|           |           |  |
| Small 78’ | Marcatori |  |

| Arbitro: | Marlon Mejía |

|  |           |            |
|  | Marcatori | 27’ Robles |

| Arbitro: | David Gantar |

|                                |           |  |
| Watson 25’ (aut.) Portillo 88’ | Marcatori |  |

| Arbitro: | Fernando Guerrero |

|  |           |                                                                                        |
|  | Marcatori | 16’, 23’ (rig.), 32’ Gall 18’ Spencer 26’ Thompson 30’ Hyndman 48’ Jamieson 84’ Moreno |

| Arbitro: | Henry Bejarano |

|  |           |                    |
|  | Marcatori | 56’ Samms 87’ Díaz |

| Arbitro: | Armando Castro |

|             |           |  |
| Murillo 78’ | Marcatori |  |

| Arbitro: | Yadel Martínez |

|                        |           |  |
| Estrada 42’ Bordon 60’ | Marcatori |  |

| Arbitro: | Marlon Mejía |

|  |           |                             |
|  | Marcatori | 33’ (rig.), 70’ (rig.) Gall |

| Arbitro: | Hugo Cruz |

|          |           |  |
| Díaz 65’ | Marcatori |  |

| Arbitro: | Jhon Pitti |

|              |           |  |
| Jamieson 78’ | Marcatori |  |

| Montego Bay 21 gennaio 2015, ore 20:00 UTC-5 | Giamaica     | 0 – 0 referto | Aruba | Montego Bay Sports Complex\| Arbitro: \| Kimbell Ward \| |
| Arbitro:                                     | Kimbell Ward |               |       |                                                          |

### Gruppo B
| Pos. | Squadra     | Pt | G | V | N | P | GF | GS | DR  |
| ---- | ----------- | -- | - | - | - | - | -- | -- | --- |
| 1.   | Messico     | 13 | 5 | 4 | 1 | 0 | 18 | 3  | +15 |
| 2.   | Honduras    | 10 | 5 | 3 | 1 | 1 | 11 | 9  | +2  |
| 3.   | El Salvador | 8  | 5 | 2 | 2 | 1 | 9  | 8  | +1  |
| 4.   | Cuba        | 4  | 5 | 1 | 1 | 3 | 5  | 17 | -12 |
| 5.   | Canada      | 3  | 5 | 1 | 0 | 4 | 8  | 11 | -3  |
| 6.   | Haiti       | 3  | 5 | 0 | 3 | 2 | 7  | 10 | -3  |

| Arbitro: | Jhon Pitti |

|                                                                                   |           |           |
| Díaz 1’, 20’ Martínez 6’, 65’ (rig.) Lozano 36’, 40’ Ramírez 42’, 47’ Márquez 69’ | Marcatori | 3’ Sanamé |

| Arbitro: | Hugo Cruz |

|                           |           |                                       |
| Róchez 6’ (rig.) Elis 27’ | Marcatori | 83’ Barahona 90’ (rig.) Villavicencio |

| Arbitro: | Leon Clarke |

|            |           |                                       |
| Désiré 27’ | Marcatori | 12’, 19’ Hamilton 67’ (rig.) Petrasso |

| Arbitro: | Oscar Reyna |

|  |           |                         |
|  | Marcatori | 30’ Lozano 90+2’ Pineda |

| Arbitro: | Armando Villarreal |

|  |           |                                  |
|  | Marcatori | 60’ Elis 65’ Suazo 83’ Benavídez |

| Arbitro: | Sandy Vásquez |

|                   |           |                   |
| Villavicencio 27’ | Marcatori | 89’ (rig.) Désiré |

| Arbitro: | Valdin Legister |

|                                                |           |                       |
| Pérez 43’ Villavicencio 77’ R. Hernández 90+4’ | Marcatori | 47’ Boakai 79’ Froese |

| Arbitro: | Jhon Pitti |

|                                       |           |  |
| Díaz 15’ (rig.) Lozano 31’ Guzmán 89’ | Marcatori |  |

| Arbitro: | Hugo Cruz |

|                              |           |                            |
| Fernander 57’ Cherenfant 72’ | Marcatori | 28’ Caballero 90+1’ Torres |

| Arbitro: | Sandy Vásquez |

|               |           |            |
| López 5’, 40’ | Marcatori | 53’ Farmer |

| Arbitro: | Armando Villarreal |

|            |           |                                        |
| Moreno 88’ | Marcatori | 62’ Ramírez 65’ Díaz 67’ (rig.) Lozano |

| Arbitro: | Oscar Reyna |

|                 |           |                                 |
| Désiré 40’, 69’ | Marcatori | 5’ Elis 38’ Chirinos 72’ Róchez |

| Arbitro: | David Gantar |

|  |           |                   |
|  | Marcatori | 57’, 87’ Barahona |

| Arbitro: | Fernando Guerrero |

|                              |           |                         |
| Róchez 23’, 83’ Castillo 68’ | Marcatori | 19’ Bustos 41’ Hamilton |

| Arbitro: | Sherwin Moore |

|               |           |            |
| Saint-Vil 54’ | Marcatori | 38’ Laínez |

## Fase finale
Nella fase finale, in caso di parità dopo i tempi regolamentari, sono previsti i tempi supplementari e se persiste il risultato di parità i tiri di rigore.

### Play-off
Le seconde e terze classificate vengono abbinate in base ai punti ottenuti nella fasea gironi; la prima di tale classifica affronta la quarta e la seconda la terza.
| Pos. | Gr. | Squadra     | Pt | G | V | N | P | GF | GS | DR  |
| ---- | --- | ----------- | -- | - | - | - | - | -- | -- | --- |
| 1.   | A   | Stati Uniti | 10 | 5 | 3 | 1 | 1 | 12 | 2  | +10 |
| 2.   | A   | Guatemala   | 10 | 5 | 3 | 1 | 1 | 6  | 2  | +4  |
| 3.   | B   | Honduras    | 10 | 5 | 3 | 1 | 1 | 11 | 9  | +2  |
| 4.   | B   | El Salvador | 8  | 5 | 2 | 2 | 1 | 9  | 8  | +1  |

| Arbitro: | Henry Bejarano |

|             |           |                       |
| Álvarez 74’ | Marcatori | 39’ Chirinos 55’ Elis |

| Arbitro: | Fernando Guerrero |

|                         |           |  |
| Arriola 37’ Spencer 68’ | Marcatori |  |

- Messico, Panama, Guatemala e Stati Uniti qualificati per il Mondiale Under-20 2015.

### Finale
| Arbitro: | Yadel Martínez |

|                          |                      |                              |
| Escobar 73’ (rig.)       | Marcatori            | 49’ Martínez                 |
| Díaz Escobar Samms Small | Tiri di rigore 2 – 4 | Martínez Díaz Aguirre Robles |

## Campione
MESSICO
(13º titolo)

## Premi
I seguenti premi sono stati assegnati alla fine del torneo.
| Miglior giocatore                  |
| ---------------------------------- |
| Luis Pereira                       |
| Scarpa d'oro                       |
| Romain Gall Hirving Lozano (5 gol) |
| Guanto d'oro                       |
| Jaime de Gracia                    |
| Fair Play Award                    |
| Stati Uniti                        |

| Best XI | Best XI          |
| ------- | ---------------- |
| P       | Jaime de Gracia  |
| TD      | Shaquell Moore   |
| DC      | Rodrigo González |
| DC      | Chin Hormechea   |
| TS      | Kevin Galván     |
| CD      | Hirving Lozano   |
| CC      | Erick Gutiérrez  |
| CC      | Luis Pereira     |
| CS      | Romain Gall      |
| A       | Alejandro Díaz   |
| A       | Ismael Díaz      |

## Classifica marcatori
| Gol |  |  | Giocatore          | Squadra           |
| --- |  |  | ------------------ | ----------------- |
| 5   |  |  | Hirving Lozano     | Messico           |
| 5   |  |  | Romain Gall        | Stati Uniti       |
| 4   |  |  | Jonel Désiré       | Haiti             |
| 4   |  |  | Alberth Elis       | Honduras          |
| 4   |  |  | Bryan Róchez       | Honduras          |
| 4   |  |  | Alejandro Díaz     | Messico           |
| 4   |  |  | Ismael Díaz        | Panama            |
| 3   |  |  | Jordan Hamilton    | Canada            |
| 3   |  |  | Juan Barahona      | El Salvador       |
| 3   |  |  | José Villavicencio | El Salvador       |
| 3   |  |  | Guillermo Martínez | Messico           |
| 3   |  |  | José David Ramírez | Messico           |
| 2   |  |  | Frank López Garcia | Cuba              |
| 2   |  |  | Michaell Chirinos  | Honduras          |
| 2   |  |  | Édson Samms        | Panama            |
| 2   |  |  | Ben Spencer        | Stati Uniti       |
| 2   |  |  | Bradford Jamieson  | Stati Uniti       |
| 2   |  |  | Aikim Andrews      | Trinidad e Tobago |
| 2   |  |  | Kadeem Corbin      | Trinidad e Tobago |
| 2   |  |  | Jabari Mitchell    | Trinidad e Tobago |